# Bhavapura rufobilineatus
Bhavapura rufobilineatus är en insektsart som beskrevs av Melichar 1914. Bhavapura rufobilineatus ingår i släktet Bhavapura och familjen dvärgstritar. Inga underarter finns listade i Catalogue of Life.